# Montes Urales en la planificación nazi
Los montes Urales jugaron un papel prominente en la planificación nazi. Adolf Hitler y el resto de los líderes nazis alemanes hicieron muchas referencias a ellos como un objetivo estratégico del Tercer Reich para conseguir una victoria decisiva en el Frente del Este contra la Unión Soviética.

## Como concepto geográfico

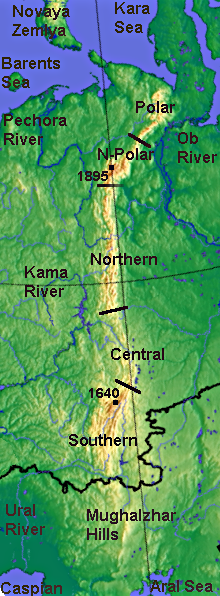

En 1725, Philip Johan von Strahlenberg utilizó por primera vez las montañas de los Urales como parte de la demarcación oriental de Europa. Desde 1850 la mayoría de los cartógrafos han considerado los Urales y el río Ural al sur de ellos como el límite oriental de Europa, geográficamente reconocido como un subcontinente de Eurasia.
Los nazis rechazaron la idea de que estas montañas demarcaban la frontera de Europa, al menos en un sentido cultural, si no en un sentido geográfico. La propaganda nazi y los líderes nazis repetidamente etiquetaron a la Unión Soviética como un "estado asiático" y compararon a los rusos con los hunos y con los mongoles, describiéndolos como Untermenschen ("subhumanos"). Los medios alemanes describieron las campañas alemanas en el este como necesarias para garantizar la supervivencia de la cultura europea contra esta "amenaza asiática". En una importante conferencia celebrada el 16 de julio de 1941, donde se expusieron los principales aspectos del gobierno alemán en los territorios ocupados de Europa del Este, Hitler destacó a los asistentes (Martin Bormann, Hermann Göring, Alfred Rosenberg y Hans Lammers) que "la Europa de hoy no era más que un término geográfico; en realidad, Asia se extendía hasta nuestras fronteras".
Hitler también expresó su creencia de que en la antigüedad el concepto de "Europa" se limitaba al extremo sur de la península griega, y luego fue "llevado a la confusión" por la expansión de las fronteras del Imperio Romano. Afirmó que si Alemania ganaba la guerra, la frontera de Europa "se extendería hacia el este hasta la colonia alemana más lejana".
En un intento de influir en la política nazi, el político fascista noruego Vidkun Quisling presentó un memorando para los alemanes, "Non paper sobre la cuestión rusa" (Denkschrift über die russische Frage), en el que expresó sus propias ideas sobre la "cuestión rusa" y que describió como "el principal problema en la política mundial actual". Abogó por el río Dniéper como una línea de división general entre Europa Occidental ("Germania") y Rusia. Esto requeriría la división de Ucrania, pero argumentó que "esto podría defenderse desde perspectivas geográficas e históricas".

## Planificación de una frontera
Albert Speer relató un episodio de 1941 en sus memorias de posguerra en las que observó las primeras reflexiones de Hitler sobre los Urales. El ministro de Asuntos Exteriores soviético, Vyacheslav Molotov, viajó a Berlín a mediados de noviembre de 1940 para discutir con Hitler y Joachim von Ribbentrop las relaciones entre Alemania y los soviéticos. Ya antes de esta reunión, Hitler determinó que atacaría a la Unión Soviética la primavera siguiente, ordenándole a la Wehrmacht que elaborara un plan militar que luego se convertiría en la Operación Barbarroja. Unos meses más tarde, un ayudante del ejército señaló a Speer una línea de lápiz ordinaria que Hitler había dibujado en su globo en Berghof, corriendo de norte a sur a lo largo de los montes Urales, lo que representa el límite futuro de la esfera de influencia de Alemania con la de Japón.
Hitler también mencionó a los Urales en sus charlas grabadas en la mesa varias veces; en una ocasión relató cómo otros le preguntaron si eran un límite lo suficientemente hacia el este para que los alemanes avanzaran. Confirmó este objetivo, pero enfatizó que el objetivo principal era "erradicar el bolchevismo" y que, de ser necesario, se realizarían más campañas militares para asegurar que esto ocurriera. Más tarde declaró que Iósif Stalin estaría dispuesto a perder la Rusia europea si no lograba "resolver sus problemas" y, por lo tanto, "corría el riesgo de perderlo todo". Expresó su creencia de que sería imposible para Stalin volver a tomar Europa desde Siberia, comparándola con la posibilidad de volver a tomar Alemania si se lo llevara de regreso a Eslovaquia, y que la invasión alemana de la Unión Soviética que estaba en curso "provocaría la caída del imperio soviético ". En una discusión con el ministro de Asuntos Exteriores de Dinamarca, Scavenius, el 2 de noviembre de 1942, el ministro de Asuntos Exteriores de Alemania, Ribbentrop, declaró que los alemanes esperaban que la Rusia asiática finalmente se dividiera en varias "repúblicas campesinas" inofensivas después de que Alemania hubiera ocupado las partes europeas del país.
El 16 de septiembre de 1941, Hitler mencionó a Otto Abetz, el embajador alemán en París, que "la nueva Rusia hasta los Urales" se convertiría en la India de Alemania, pero que debido a su proximidad geográfica con Alemania se encontraba en una ubicación mucho más favorable para los alemanes que lo que la India era para Gran Bretaña.
En la conferencia mencionada del 16 de julio de 1941, se estableció como política que para "garantizar la seguridad del Reich" no se permitiría nunca un poder militar no alemán al oeste de los Urales (incluidas las milicias nativas no rusas), incluso si eso significaba la guerra durante los próximos cien años. Los futuros sucesores de Hitler debían ser instruidos sobre esto, si era necesario. Esto debía hacerse para evitar que las potencias occidentales hostiles con Alemania conspiraran contra él con sus vecinos del este en el futuro, como supuestamente los franceses habían hecho con los turcos, y que los británicos supuestamente estaban haciendo con los soviéticos. No se permitiría que existiera un estado ruso organizado al oeste de esta línea, lo que Hitler aclaró que en realidad significaría una línea a 200–300 km al este de las montañas, que se aproximaría a la línea de longitud este de 70° que los japoneses habían propuesto como el límite más occidental de su propia influencia.
Heinrich Himmler tuvo algún efecto sobre cómo imaginó las montañas durante los discursos de Posen en 1943. Afirmó que la "raza germánica" tendría que expandirse gradualmente hacia esta frontera para que en varias generaciones esta "raza maestra", como líder de Europa, estuviera nuevamente lista para "reanudar las batallas del destino contra Asia", que estaban "seguros de volver a ocurrir". Afirmó que la derrota de Europa significaría "la destrucción del poder creativo de la tierra".
Los Urales fueron señalados como un objetivo lejano de Generalplan Ost, el esquema general de colonización nazi de Europa del Este.

### Un "muro viviente"
Más información: Wehrbauer
Hitler rechazó posteriormente las montañas como una frontera adecuada, y dijo que era absurdo que "estas montañas de tamaño mediano" representaran el límite entre los "mundos europeo y asiático", afirmando que también se podría otorgar ese título a uno de los grandes ríos rusos. Explicó que solo un "muro (racial) viviente" de combatientes arios haría una frontera, y mantendría un estado de guerra permanente en el este para "preservar la vitalidad de la raza".
La verdadera frontera es la que separa el mundo germánico del mundo eslavo. Es nuestro deber colocarlo donde queremos que esté. Si alguien pregunta dónde obtuvimos el derecho de extender el espacio germánico hacia el este, responderemos que, para una nación, su conocimiento de lo que representa conlleva este derecho. Es el éxito lo que justifica todo. La respuesta a tales preguntas sólo puede ser de naturaleza empírica. Es inconcebible que un pueblo superior exista dolorosamente en un suelo demasiado estrecho para él, mientras que las masas amorfas, que no contribuyen en nada a la civilización, ocupan los tramos infinitos de un suelo que es uno de los más ricos del mundo ... Debemos crear las condiciones para nuestra gente que favorezcan su multiplicación, y al mismo tiempo debemos construir un dique contra la inundación rusa [...] Como no existe una protección natural contra tal inundación, debemos enfrentarla con un muro viviente. Una guerra permanente en el frente oriental ayudará a formar una buena raza de hombres y nos impedirá recaer en la suavidad de una Europa lanzada sobre sí misma. Debería ser posible para nosotros controlar esta región hacia el este con doscientos cincuenta mil hombres más un cuadro de buenos administradores... Este espacio en Rusia siempre debe estar dominado por los alemanes.
- Adolf Hitler
Hitler utilizó el término de "muro viviente" en el Mein Kampf (publicado en 1925-1926). En él, presentó el futuro estado alemán bajo el gobierno nacionalsocialista como una "casa del padre" (Vaterhaus), un lugar seguro en el que se mantendrían a los "elementos humanos correctos", y excluiría a aquellos que no eran deseables. Este edificio metafórico debía tener bases sólidas y de apoyo (Fundamente) y muros (Mauern), y solo podía ser protegido por un muro viviente (Lebendige mauer) de gente alemana patriótica y fanáticamente devota.
La idea se hizo más prominente en la mente de Hitler a medida que avanzaba la guerra. El 10 de diciembre de 1942 (cuando la Batalla de Stalingrado se estaba volviendo desfavorable contra los alemanes), le dijo a Anton Mussert, un colaborador nazi holandés, que "las olas asiáticas amenazaban con invadir Europa y exterminar a las razas más altas", y que esta amenaza sólo podría ser contrarrestada por la construcción de muros y combates a largo plazo. El 20 de abril de 1943, tuvo una discusión con Albert Speer y Karl-Otto Saur sobre un diseño que había dibujado personalmente para un búnker para seis personas que se iba a usar en el Muro del Atlántico, con ametralladoras, un arma anti-carro y lanzallamas. Indicó que este diseño también se usaría con fines de defensa en la "frontera este de Alemania en lo más profundo de Rusia"; si el Eje hubiera derrotado completamente a los soviéticos, podría haber existido la posibilidad de que hubiera alguna fuerza soviética remanente, o las partes extremas ubicadas en el noroeste de Siberia de los territorios de la Esfera de Coprosperidad de la Gran Asia Oriental del Japón Imperial, yendo hacia el este, más allá de esa frontera.

## Planes relacionados
Varias agencias alemanas asumieron diversos límites diferentes en el este.
La planificación administrativa llevada a cabo por Alfred Rosenberg de abril a junio de 1941 en calidad de Plenipotenciario del Tratamiento Central de Cuestiones del Espacio de Europa Oriental (base del futuro Ministerio del Reich para los Territorios Ocupados del Este) para los territorios que debían ser conquistados en la Unión Soviética, los distritos civiles previstos del Reichskommissariate se basaron en gran medida en las fronteras de los oblast soviéticos preexistentes y repúblicas autónomas, particularmente en Reichskommissariat Moskowien. Esto incluía incluso el territorio al este de las montañas, como la región de Sverdlovsk (Ekaterimburgo).
La Wehrmacht asumió un límite oriental en la línea A-A (un límite a lo largo del río Volga entre las ciudades de Archangelsk y Astracán), que eran el objetivo militar de la Operación Barbarroja.
En el último tratado con Japón, los japoneses propusieron asignar todo el territorio de Eurafrasia al oeste del meridiano 70 a los alemanes e italianos en el caso de un colapso soviético total, pero después de las negociaciones, la frontera se cambió al río Yenisei.